# Morasa polo
Il morasa polo (in persiano مرصع‌پلو‎, lett. "riso ingioiellato") è una delle tante versioni del polo iraniano.
Definito "il re dei piatti persiani" da James Justinian Morier nel 1824, è noto per il suo aspetto elegante e artistico. Viene preparato durante le occasioni speciali, in particolare nei banchetti nunziali.
Gli ingredienti usati sono lo zafferano, l'advieh e le bucce di arancia. Il piatto è decorato con frutta secca che simboleggia una certa varietà di gemme: il pistacchio rappresenta lo smeraldo, il berberis il rubino e lo zucchero cristallizzato il diamante. Durante i matrimoni, il piatto augura una vita gioiosa agli sposi. Esso è anche simbolo di fertilità e abbondanza.